# 채 평후
채 평후(蔡平侯, ? ~ 기원전 522년), 채 평공(蔡平公)은 중국 춘추 시대의 인물로, 제19대 채후이다. 성은 희(姬), 휘는 여(廬)다.
《사기》에서는 제17대 채후 채 경후의 작은 아들이라 하며, 《좌전》에서는 영후의 태자 은태자 유(有)의 아들이라 한다. 채 영후 12년(기원전 531년)에 초나라의 침공을 받아 채나라가 망했으나, 평후 2년(기원전 529년)에 채나라를 다스리고 있던 초 평왕이 초 영왕을 죽이고 즉위하면서 주변 제후국과의 관계를 개선하기 위해 영왕이 멸한 진나라와 채나라를 복구하면서, 평후는 평왕에게 채후로 세워졌다. 영후가 죽은 이듬해인 주 경왕 15년(기원전 530년)을 원년으로 삼아 개원했다.
평후는 즉위한 후 영후의 태자 은태자(隱太子) 우(友)를 죽였다. 평후는 평후 9년(기원전 522년)에 죽었고, 은태자 우의 아들 동국(東國)이 평후의 아들을 공격하고 스스로 채후가 되었다.